# テレサ・フマロラ
マリア・テレサ・フマロラ＝リゴリオ (Maria Teresa Fumarola-Ligorio、1889年12月2日 - 2003年5月14日)は、イタリアのスーパーセンテナリアン。イタリア・フラガニャーノ在住だった長寿の女性。2005年にバージニア・ディゲロに追い抜かれるまでイタリア史上最高齢の人物であった。

## 人物
1889年12月2日、ターラント県・サン・マルツァーノ・ディ・サン・ジュゼッペに生まれる。ドナト・リゴリオと結婚し、ブリンディジ県のフランカヴィッラ・フォンターナに長い間住んでいた。
1961年に未亡人になったものの、1989年まで畑で働き続けた。その後フラガニャーノに移り、そこで姪の世話をしながら暮らした。老後は主に質素な食事を食べていたが、時々菓子やチョコレートも食べた。また、変形性関節症に苦しみ、いくつかの視力の問題を抱えていたが、それにもかかわらずまだ明晰であった。
2002年1月3日、ギネス世界記録にて世界最高齢の男として認定されていたアントニオ・トッデの死後、イタリアで最高齢の人物になった。 2002年12月2日、113歳の誕生日の際に、大統領カルロ・アツェリオ・チャンピが来訪した。
2003年5月14日、フラガニャーノで死去。彼女と夫の間にできた10人の子供のうち5人、63人の孫と87人のひ孫、合計5世代と150人以上の子孫が存命中だった。死後、サルデーニャ在住のジョヴァンニ・フラウがイタリア最高齢の人物となった。